# ケトレータ (小惑星)
ケトレータ (1239 Queteleta) は小惑星帯に位置する小惑星。ベルギーの天文学者ウジェーヌ・デルポルトがベルギー王立天文台で発見した。
ベルギーの数学者、天文学者、統計学者、社会学者で「近代統計学の父」とも称されるアドルフ・ケトレー（Lambert Adolphe Jacques Quételet；1796年 - 1874年）に因んで命名された。